# Euproctis alberici
Euproctis alberici är en fjärilsart som beskrevs av Abel Dufrane 1939. Euproctis alberici ingår i släktet Euproctis och familjen tofsspinnare. Inga underarter finns listade i Catalogue of Life.